# Sân vận động Ernst Happel
Sân vận động Ernst Happel (tiếng Đức: Ernst-Happel-Stadion) (Ernst-Happel-Stadionⓘ) (được gọi là Sân vận động Prater đến năm 1992, thỉnh thoảng cũng được gọi là Sân vận động Wiener), là một sân vận động bóng đá nằm ở Leopoldstadt, quận 2 của Viên, thủ đô Áo, là sân vận động lớn nhất nước Áo. Sân được xây dựng từ năm 1929 đến 1931 để phục vụ cho Thế vận hội Công nhân Mùa hè lần thứ hai, được thiết kế bởi kiến trúc sư người Đức Otto Ernst Schweizer. Sân được đặt theo tên của Ernst Happel sau khi ông qua đời năm 1992. Nơi đây đã diễn ra bảy trận đấu tại Giải vô địch bóng đá châu Âu 2008, bao gồm cả trận chung kết khi Tây Ban Nha vượt qua Đức.
Sân thuộc quyền sở hữu của Thành phố Viên (Municipal Department 51 - Sports of the City of Vienna). Được quản lý bởi Wiener Stadthalle Betriebs und Veranstaltungsgesellschaft m.b.H., một công ty con của Wien Holding. Đây là một sân vận động xếp hạng 4 của UEFA và như vậy, đây là sân nhà của đội tuyển bóng đá quốc gia Áo. Sân cũng tổ chức các trận đấu của các câu lạc bộ Viên tại Europa League.
Sân vận động được phục vụ bởi ga Stadion trên tuyến tàu điện ngầm U2.

## Lịch sử

### 1928–1945
Đá nền được đặt vào tháng 11 năm 1928 để vinh danh 10 năm thành lập Cộng hòa Áo. Sân vận động được xây dựng trong 23 tháng, từ năm 1929 đến năm 1931. Sân được xây dựng theo thiết kế của kiến trúc sư Otto Ernst Schweizer của Tübingen và Olympic Công nhân lần thứ hai. Schweizer cũng thiết kế Stadionbad liền kề (với 400.000 m², hồ bơi lớn nhất châu Âu). Theo vị trí của sân ở Vienna's Prater, ban đầu sân được đặt tên là Sân vận động Prater. Đó là một sân vận động hiện đại vào thời điểm đó, đặc biệt là ở châu Âu, vì thời gian hoạt động ngắn chỉ từ 7 đến 8 phút. Ban đầu sân vận động có sức chứa khoảng 60.000 người.
Trong Kỷ nguyên Xã hội Chủ nghĩa Quốc gia sau Anschluss, (1938–1945), sân vận động được sử dụng như một doanh trại quân đội và khu vực dàn dựng và như một nhà tù tạm thời để trục xuất công dân Do Thái. Trong khoảng thời gian từ ngày 11 đến ngày 13 tháng 9 năm 1939, sau cuộc tấn công vào Ba Lan, hơn một nghìn người Do Thái Viên gốc Ba Lan đã bị giam giữ theo lệnh của Reinhard Heydrich. Họ bị giam bên dưới khán đài trong hành lang của Khu B. Vào ngày 30 tháng 9, 1.038 tù nhân đã bị trục xuất đến trại tập trung Buchenwald. Ngày hôm sau, sân vận động trở lại được sử dụng cho một trận đấu bóng đá. 44 người đàn ông được thả vào đầu năm 1940, 26 người được trả tự do vào năm 1945, những người còn lại bị sát hại trong các trại. Năm 1988, một trong những nạn nhân còn sống, Fritz Klein, được chính phủ Áo bồi thường tương đương 62,50 euro vì bị giam giữ trong sân vận động. Vào năm 2003, một tấm bảng kỷ niệm, kỷ niệm những sự kiện này, đã được công bố trong khu vực VIP bởi một sáng kiến tư nhân. Năm 1944, sân vận động bị hư hại nghiêm trọng trong một cuộc tấn công bằng bom vào các văn phòng của Bộ tham mưu Wehrmarcht.

### 1945–2000
Sau chiến tranh và việc xây dựng lại sân vận động, sân lại được sử dụng như ban đầu. Năm 1956, sức chứa của sân vận động được mở rộng lên 92.708 người bởi Theodor Schull, nhưng vào năm 1965, sức chứa đã giảm xuống. Kỷ lục khán giả là 91.000 khán giả được thiết lập vào ngày 30 tháng 10 năm 1960 tại trận đấu bóng đá giữa Tây Ban Nha và Áo (0–3).
Vào giữa những năm 1980, khán đài có mái che và trang bị đầy đủ ghế ngồi. Khi mở lại trận giao hữu với đội tuyển Đức đã được tổ chức. Áo thắng trận đấu đó với tỉ số 4–1. Sau cái chết của cựu cầu thủ và huấn luyện viên hàng đầu Áo Ernst Happel, sân vận động Prater được đổi tên theo tên ông vào năm 1992. Năm 1964, 1987, 1990 và 1995, sân vận động Ernst Happel là nơi tổ chức trận chung kết Cúp C1 châu Âu/UEFA Champions League.
Năm 1970, sân vận động này là nơi tổ chức trận chung kết Cúp C2 châu Âu 1970, trận đấu với việc Manchester City F.C. đánh bại Górnik Zabrze với tỷ số 2–1 trong một trận đấu giải trí. Neil Young và một quả phạt đền của Francis Lee ấn định chiến thắng cho Man City. Trận chung kết này được diễn ra dưới cơn mưa xối xả trong sân vận động lúc đó không có mái che. Điều này cùng với thực tế là không có cổ động viên nào của Ba Lan được phép đến xem trận đấu đã hạn chế lượng khán giả, theo báo cáo khác nhau là từ 7.900 đến 15.000 khán giả. Mặc dù vậy, số lượng cổ động viên đi du lịch của Man City là hơn 4.000 người, đây là kỷ lục đối với một câu lạc bộ Anh chơi ở một giải đấu châu lục.

## Giải vô địch bóng đá châu Âu 2008
Trong giải đấu Euro 2008, sân vận động Ernst Happel là nơi diễn ra trận chung kết. Trước đó, ba trận đấu vòng bảng của đội tuyển bóng đá quốc gia Áo, hai trận tứ kết và một trận bán kết đã diễn ra trong sân vận động. Để chuẩn bị cho giải đấu, vị trí hàng ghế thứ nhất và thứ hai được bổ sung đã tăng sức chứa của sân vận động lên 53.000 chỗ ngồi.
Trước khi bắt đầu giải đấu, sân được trang bị một sân nóng vào mùa hè năm 2005. Vào tháng 5 năm 2008, một kết nối với Vienna U-Bahn đã được thiết lập, giúp dễ dàng tới sân từ khắp nơi trong thành phố. Chi phí xây dựng lại là 39,6 triệu euro.

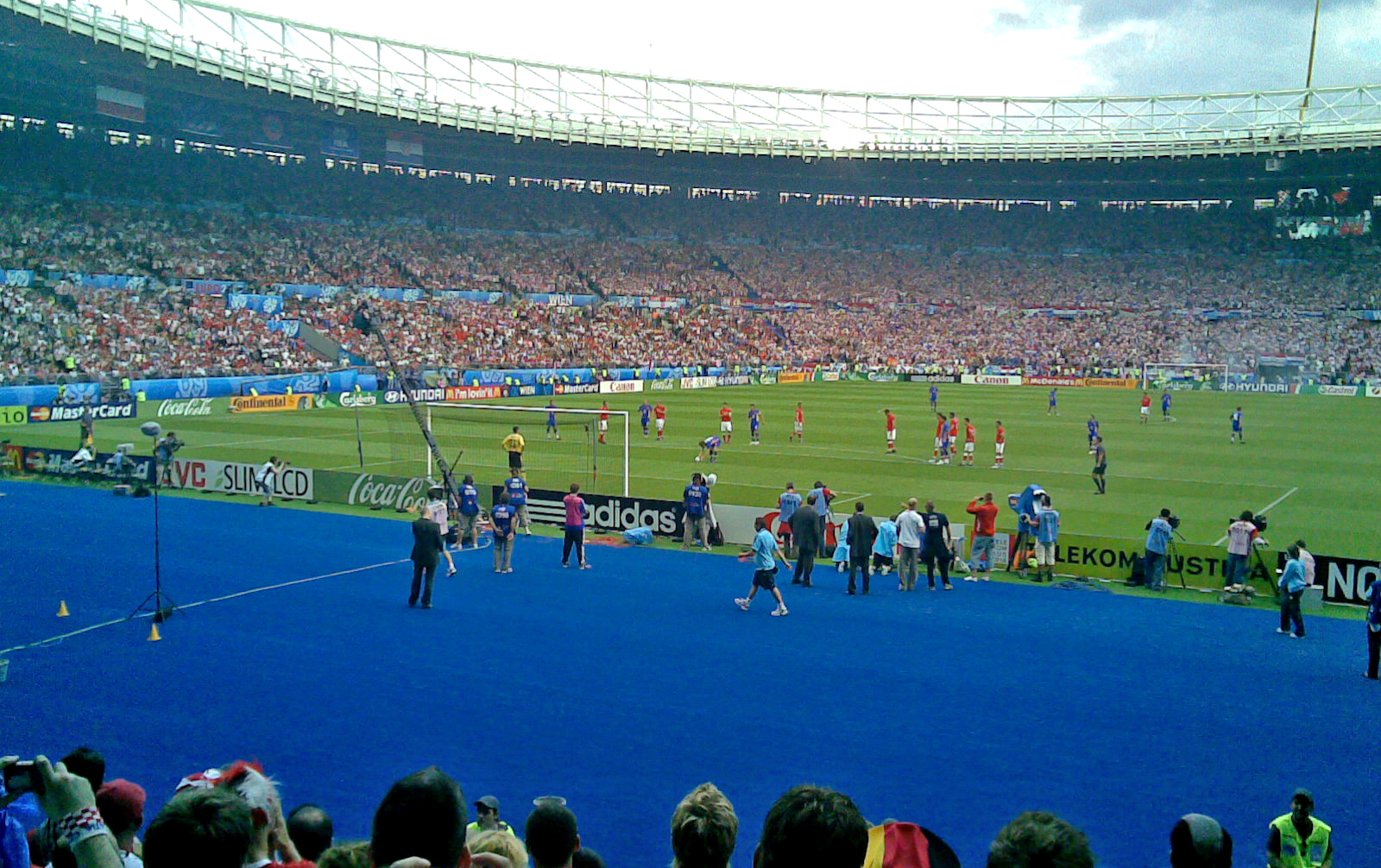
Sân vận động trước khi bắt đầu trận đấu tại Euro 2008 giữa Áo và Croatia

Các trận đấu sau đây đã được diễn ra tại sân vận động trong Euro 2008:
| Ngày                | Thời gian (CET) | Đội #1      | Kết quả             | Đội #2      | Vòng      | Khán giả |
| ------------------- | --------------- | ----------- | ------------------- | ----------- | --------- | -------- |
| 8 tháng 6 năm 2008  | 18:00           | Áo          | 0–1                 | Croatia     | Bảng B    | 51.428   |
| 12 tháng 6 năm 2008 | 20:45           | Áo          | 1–1                 | Ba Lan      | Bảng B    | 51.428   |
| 16 tháng 6 năm 2008 | 20:45           | Áo          | 0–1                 | Đức         | Bảng B    | 51.428   |
| 20 tháng 6 năm 2008 | 20:45           | Croatia     | 1–1 h.p. (1–3 p.đ.) | Thổ Nhĩ Kỳ  | Tứ kết    | 51.428   |
| 22 tháng 6 năm 2008 | 20:45           | Tây Ban Nha | 0–0 h.p. (4–2 p.đ.) | Ý           | Tứ kết    | 48.000   |
| 26 tháng 6 năm 2008 | 20:45           | Nga         | 0–3                 | Tây Ban Nha | Bán kết   | 51.428   |
| 29 tháng 6 năm 2008 | 20:45           | Đức         | 0–1                 | Tây Ban Nha | Chung kết | 51.428   |

## Bóng đá
Sân vận động Ernst Happel là sân vận động bóng đá lớn nhất ở Áo. Đây là sân nhà của đội tuyển bóng đá quốc gia Áo. Các trận đấu bóng đá của câu lạc bộ thường bị giới hạn trong các trận chung kết cúp quốc gia và các giải đấu quốc tế có một trong những câu lạc bộ hàng đầu của Viên, FK Austria Wien và SK Rapid Wien, vì các sân vận động thông thường của họ quá nhỏ để tổ chức các trận đấu của UEFA Champions League và UEFA Europa League. Các trận derby Viên giữa FK Austria và SK Rapid cũng đã được tổ chức trong sân vận động.
Sân vận động được đánh giá là một trong những sân vận động năm sao của UEFA cho phép nó tổ chức trận chung kết UEFA Champions League. Sức chứa chỗ ngồi tạm thời được mở rộng lên 53.008 chỗ ngồi cho giải đấu Euro 2008, với trận chung kết diễn ra tại sân vận động. Sân vận động cũng tổ chức 3 trận đấu vòng bảng, 2 trận tứ kết, một trận bán kết và chung kết. Kỷ lục khán giả của sân vận động là 92.706 người của trận đấu với Liên Xô vào năm 1960. Sau đó sức chứa sân đã giảm.

### Các trận đấu đáng chú ý được tổ chức tại sân vận động
- Chung kết Cúp C1 châu Âu 1964: Internazionale 3–1 Real Madrid
- Chung kết UEFA Cup Winners' Cup 1970: Manchester City 2–1 Górnik Zabrze
- Chung kết Cúp C1 châu Âu 1987: Porto 2–1 Bayern Munich
- Chung kết Cúp C1 châu Âu 1990: Milan 1–0 Benfica
- Chung kết Cúp UEFA 1994: Internazionale 1–0 Austria Salzburg
- Chung kết UEFA Champions League 1995: Ajax Amsterdam 1–0 Milan
- Chung kết giải vô địch bóng đá châu Âu 2008: Tây Ban Nha 1–0 Đức

## Các môn thể thao khác
Các sự kiện thể thao khác được tổ chức tại sân vận động, bao gồm điền kinh, đạp xe và quần vợt. Vào năm 1950, 35.000 người đã xem Josef Weidinger người Áo giành vương miện Hạng nặng Châu Âu trước Stefan Olek (của Pháp), và một hồ bơi tạm thời trong sân vận động là địa điểm tổ chức Giải vô địch bơi lội châu Âu 1995.
Vào ngày 16 tháng 7 năm 2011, trận chung kết Giải vô địch bóng bầu dục Mỹ thế giới đã diễn ra nơi Hoa Kỳ đánh bại đối thủ Canada với tỷ số 50–7 trước 20.000 khán giả.
Trong hai ngày 6 và 7 tháng 6 năm 2014, ba trận đấu cuối cùng của Giải vô địch bóng bầu dục Mỹ châu Âu lần thứ 13 diễn ra tại sân vận động này.

## Buổi hòa nhạc
| Buổi hòa nhạc tại Sân vận động Ernst Happel | Buổi hòa nhạc tại Sân vận động Ernst Happel | Buổi hòa nhạc tại Sân vận động Ernst Happel | Buổi hòa nhạc tại Sân vận động Ernst Happel |
| Ngày                                        | Nghệ sĩ                                     | Chuyến lưu diễn                             | Khán giả                                    |
| ------------------------------------------- | ------------------------------------------- | ------------------------------------------- | ------------------------------------------- |
| 2 tháng 6 năm 1988                          | Michael Jackson                             | Bad World Tour                              | 55.000                                      |
| 1 tháng 7 năm 1988                          | Pink Floyd                                  | A Momentary Lapse of Reason Tour            | —                                           |
| 14 tháng 6 năm 1990                         | Tina Turner                                 | Foreign Affair: The Farewell Tour           | —                                           |
| 23 tháng 5 năm 1992                         | Guns N' Roses                               | Use Your Illusion Tour                      | —                                           |
| 26 tháng 8 năm 1992                         | Michael Jackson                             | Dangerous World Tour                        | 50.000                                      |
| 2 tháng 6 năm 1993                          | Guns N' Roses                               | Use Your Illusion Tour                      | —                                           |
| 4, 10 tháng 7 năm 1996                      | Tina Turner                                 | Wildest Dreams Tour                         | —                                           |
| 2 tháng 7 năm 1997                          | Michael Jackson                             | HIStory World Tour                          | 50.000                                      |
| 1 tháng 8 năm 2000                          | Tina Turner                                 | Twenty Four Seven Tour                      | —                                           |
| 29 tháng 6 năm 2001                         | Bon Jovi                                    | One Wild Night Tour                         | —                                           |
| 28 tháng 5 năm 2003                         | Bon Jovi                                    | Bounce Tour                                 | —                                           |
| 28 tháng 6 năm 2003                         | Bruce Springsteen                           | The Rising Tour                             | —                                           |
| 4 tháng 7 năm 2003                          | Robbie Williams                             | 2003 Tour                                   | —                                           |
| 2 tháng 7 năm 2005                          | U2                                          | Vertigo Tour                                | 55.645                                      |
| 14 tháng 7 năm 2006                         | The Rolling Stones                          | A Bigger Bang                               | —                                           |
| 18, 19 tháng 8 năm 2006                     | Robbie Williams                             | Close Encounters Tour                       | —                                           |
| 24 tháng 5 năm 2009                         | AC/DC                                       | Black Ice World Tour                        | —                                           |
| 5 tháng 7 năm 2009                          | Bruce Springsteen                           | Working on a Dream Tour                     | 37.798                                      |
| 30 tháng 8 năm 2010                         | U2                                          | U2 360° Tour                                | 69.253                                      |
| 22 tháng 7 năm 2011                         | Bon Jovi                                    | Bon Jovi Live                               | 56.280                                      |
| 12 tháng 7 năm 2012                         | Bruce Springsteen                           | Wrecking Ball World Tour                    | 50.293                                      |
| 29 tháng 7 năm 2012                         | Madonna                                     | The MDNA Tour                               | 33.250                                      |
| 27 tháng 6 năm 2013                         | Paul McCartney                              | Out There Tour                              | —                                           |
| 23 tháng 8 năm 2013                         | Roger Waters                                | The Wall Live                               | 36.385                                      |
| 10 tháng 6 năm 2015                         | One Direction                               | On the Road Again Tour                      | 43.788                                      |
| 30 tháng 6, 1 tháng 7 năm 2015              | Helene Fischer                              | Farbenspiel Live                            | 90.000                                      |
| 19 tháng 5 năm 2016                         | AC/DC                                       | Rock or Bust World Tour                     | 50.364                                      |
| 11 tháng 6 năm 2017                         | Coldplay                                    | A Head Full of Dreams Tour                  | 56.246                                      |
| 10 tháng 7 năm 2017                         | Guns N' Roses                               | Not in This Lifetime... Tour                | 54.847                                      |
| 26 tháng 8 năm 2017                         | Robbie Williams                             | The Heavy Entertainment Show Tour           | —                                           |
| 11 tháng 7 năm 2018                         | Helene Fischer                              | Helene Fischer Live 2017/2018               | —                                           |
| 7, 8 tháng 8 năm 2018                       | Ed Sheeran                                  | ÷ Tour                                      | 110.000                                     |
| 2 tháng 6 năm 2019                          | Phil Collins                                | Still Not Dead Yet Live Tour                | —                                           |
| 17 tháng 7 năm 2019                         | Bon Jovi                                    | This House Is Not For Sale Tour             | —                                           |
| 24 tháng 7 năm 2019                         | Pink                                        | Beautiful Trauma World Tour                 | 55.873                                      |
| 16 tháng 8 năm 2019                         | Metallica                                   | WorldWired Tour                             | 54.176                                      |
| 22, 23 tháng 8 năm 2019                     | Rammstein                                   | Europe Stadium Tour 2019                    | —                                           |